# Northrop, Minnesota
Northrop är en ort i Martin County, Minnesota, USA.